# Georg Heinsius von Mayenburg-Grundschule
Die Georg Heinsius von Mayenburg-Grundschule ist eine staatlich genehmigte Ersatzschule in freier Trägerschaft. Sie ist in Brieske bei Senftenberg im Landkreis Oberspreewald-Lausitz angesiedelt. Träger der Schule ist die Lausitzer Bildungsträger gemeinnützige GmbH.
Die Georg Heinsius von Mayenburg-Grundschule nahm im September 2009 den Schulbetrieb auf. Sie war die erste Grundschule in freier Trägerschaft im Landkreis Oberspreewald-Lausitz. Georg Heinsius von Mayenburg, der Namensgeber der Schule, war der Architekt der Gartenstadt Marga, einer Werksiedlung der Ilse Bergbau AG. In zentraler Lage dieser Siedlung befindet sich ein Marktplatz, dessen gesamte nordwestliche Seite vom Schulgebäude des Bildungsträgers begrenzt wird.

## Geschichte
Das Schulgebäude der Georg Heinsius von Mayenburg-Grundschule wurde zwischen 1910 und 1915 nach den damals modernsten Standards errichtet, der Schulbetrieb wurde 1915 aufgenommen. Zu DDR-Zeiten beherbergte das Gebäude die Polytechnische Oberschule (POS) „Franz Mehring“, die 2001 geschlossen wurde. Das Schulgebäude gehört der Stadt Senftenberg und steht so wie die gesamte Siedlung seit 1985 unter Denkmalschutz.

## Sonstiges

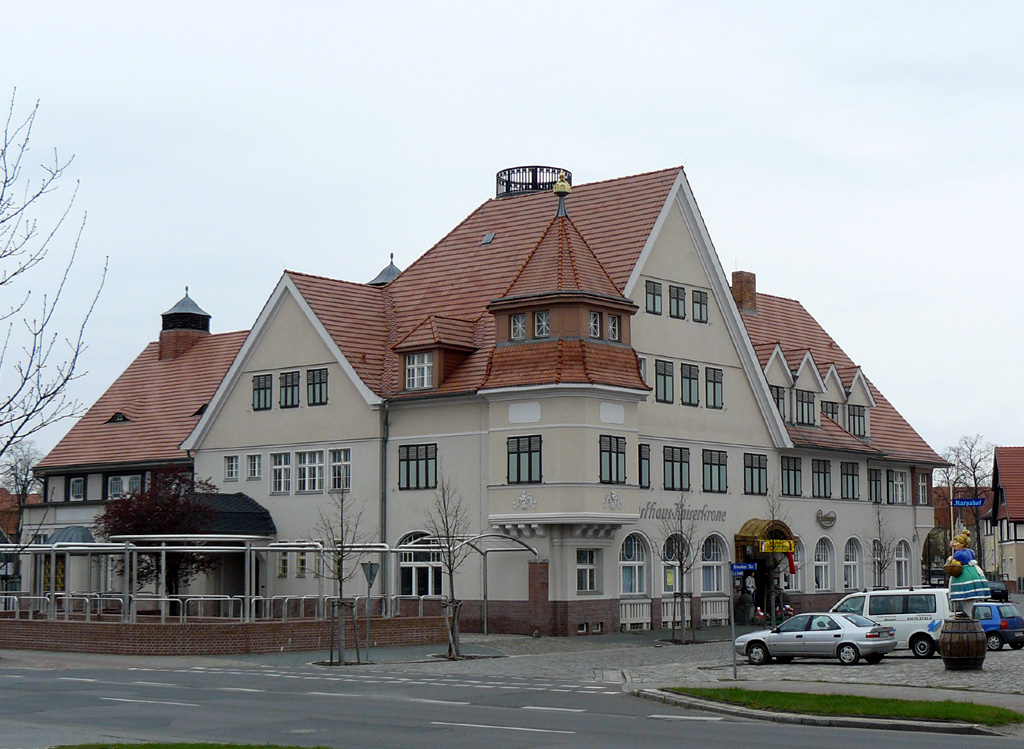
Kaiserkrone in der Gartenstadt Marga

Die Georg Heinsius von Mayenburg-Grundschule ist ein „Baustein“ der „Schlausitz“ des Lausitzer Bildungsträgers. Das Gesamtkonzept Schlausitz besteht aus Hort, Kindertagesstätte, sechsjähriger Grundschule, (einer geplanten) weiterführenden Schule sowie einer Weiterbildungsakademie für Eltern und Pädagogen.
Mit dem Schuljahr 2011/2012 wurde der Schulbetrieb auf das dem jetzigen Schulgebäude gegenüberliegende ehemalige Kulturhaus „Kaiserkrone“ ausgeweitet. Der historische Saal und der Konzertgarten werden nach Abschluss der Umbau- und Sanierungsmaßnahmen für öffentliche und private Veranstaltungen geöffnet.

## Schulkleidung
In der Schule ist es Pflicht, als Oberbekleidung eine sogenannte Schulkleidung zu tragen. Sie soll Mobbing wegen verschiedener Kleidung vermeiden. Den Rest der Bekleidung darf man frei wählen. Auf der Vorderseite der Schulkleidung ist das Schullogo abgebildet, auf der Rückseite ist der Schriftzug „Georg Heinsius von Mayenburg Grundschule“ geschrieben.